# Уа, Леон
Леон Уа (нидерл. Léon Houa; 8 ноября 1867, Льеж, Бельгия — 31 января 1918, Брессу, Бельгия) — бельгийский шоссейный велогонщик.  Первый и трёхкратный победитель велогонки Льеж — Бастонь — Льеж (1892, 1893, 1894). Чемпион Бельгии по шоссейному велоспорту в   групповой гонке среди любителей (1893). Профессиональный велогонщик в 1894 -1896 годах. Первый чемпион Бельгии в групповой гонке среди профессионалов (1894).

## Достижения
1892
1-й  Льеж — Бастонь — Льеж
2-й  Чемпионат Бельгии — Групповая гонка (любители)
1893
1-й  Чемпион Бельгии — Групповая гонка (любители)
1-й  Льеж — Бастонь — Льеж
1894
1-й  Чемпион Бельгии - Групповая гонка (1894)
1-й  Льеж — Бастонь — Льеж